# Scopadi
Gli Scòpadi (in greco antico: Σκοπάδαι?) sono stati una famiglia della nobiltà terriera della Tessaglia con centro nel territorio di Crannone, protagonisti insieme a Echecratidi e Alevadi della rivalità per il predominio aristocratico in Tessaglia, che culminò nel VI secolo a.C. e si prolungò ancora per alcuni secoli. Era legata per parentela e per un certo tempo con alleanza politica alla famiglia degli Echecratidi, mentre era avversa agli Alevadi.

## Storia
Il più antico componente della famiglia noto è Scopa I, di cui si ignora l'età esatta (da collocare nel VII secolo a.C.), ma di cui si sa che ordinò i tributi delle stirpi sottomesse alla Tessaglia, deducendone che fu lui a portare a termine l'espansione tessala. Non è documentato, ma è assai probabile, che anche gli Scopadi abbiano rivestito la massima carica della Tessaglia, quella di tago (in greco antico: ταγός?). L'ultimo e più illustre componente della famiglia fu Scopa II (seconda metà del VI secolo a.C.) che ospitò nella sua corte Simonide. Proprio durante un banchetto a Farsalo con il poeta, Scopa e i suoi principali congiunti morirono schiacciati dalla caduta del tetto; secondo la leggenda, Simonide si salvò invece miracolosamente per intervento divino (circa 515-510 a.C.). Come contemporaneo di Socrate è ricordato ancora un discendente della famiglia, la quale però perse ben presto importanza. Di questa decadenza dovettero approfittare sia le famiglie rivali sia le città tessaliche che cercavano allora affermazione in opposizione alle aristocrazie rurali.